# Saint-Germain-de-Calberte
Pour les articles homonymes, voir Saint-Germain.
Saint-Germain-de-Calberte est une commune française, située dans le département de la Lozère en région Occitanie.
La commune possède un patrimoine naturel remarquable : trois sites Natura 2000 et cinq zones naturelles d'intérêt écologique, faunistique et floristique.

## Géographie

### Localisation
Saint-Germain-de-Calberte est située dans le sud du département de la Lozère et proche de celui du Gard, dans l'ancienne province du Gévaudan entre la Vallée Française et la Vallée Longue.
Le bourg s'étend sur un replat à flanc de coteaux, à 500 m d'altitude et domine le cours du gardon.
Son territoire intègre pour partie la zone cœur du parc national des Cévennes et pour l'essentiel sa zone périphérique. Il se trouve au cœur des Cévennes historiques. On y retrouve tous les éléments cévenols les plus caractéristiques : zone de culture protestante où s'est déroulée la révolte des Camisards, sur une terre schisteuse traversée par l'un des Gardons, où se cultivaient châtaigniers et s'éduquaient les vers à soie, où l'on produit toujours des pélardons et dont les maisons possèdent des toits de lauzes et des murs de schistes.
Les villes les plus proches sont Alès (Gard) à 41 km à l'est et Florac (Lozère) à 35 km au nord.

### Communes limitrophes
Les communes limitrophes sont  Cassagnas, Moissac-Vallée-Française, Saint-André-de-Lancize, Saint-Hilaire-de-Lavit, Saint-Martin-de-Boubaux, Saint-Martin-de-Lansuscle, Saint-Michel-de-Dèze, Saint-Étienne-Vallée-Française et Sainte-Croix-Vallée-Française.
| Cassagnas                                               | Saint-André-de-Lancize         | Saint-Hilaire-de-Lavit  |
| Saint-Martin-de-Lansuscle                               | Saint-Germain-de-Calberte      | Saint-Michel-de-Dèze    |
| Sainte-Croix-Vallée-Française, Moissac-Vallée-Française | Saint-Étienne-Vallée-Française | Saint-Martin-de-Boubaux |

### Géologie et relief
D'une superficie de 3 860 hectares, le territoire communal se trouve au cœur de la chaine montagneuse des Cévennes qui forme la limite sud du Massif central. La Vallée-Française est une zone de moyenne montagne traversée par la vallée d'une des branches du Gardon. La vallée du Gardon de Saint-Germain forme l'essentiel du territoire communal. Dans sa partie nord-ouest les crêtes s'élèvent jusqu'à 1 000 m d'altitude. Le mont Mars (1 147 m) et le mont des Laupies (1 017 m) en sont les points culminants. La pointe sud ouest de la commune avec le hameau de Mazel-Rosade appartient quant à elle à la vallée du gardon de Saint-Martin.
Le sous-sol y est surtout composé de schiste, de micaschiste mêlé d'un peu de quartz. Ces roches métamorphiques de l'ère primaire proviennent du socle ancien qu'est le Massif Central. Ces sols non-calcaires sont légèrement acides.

### Hydrographie

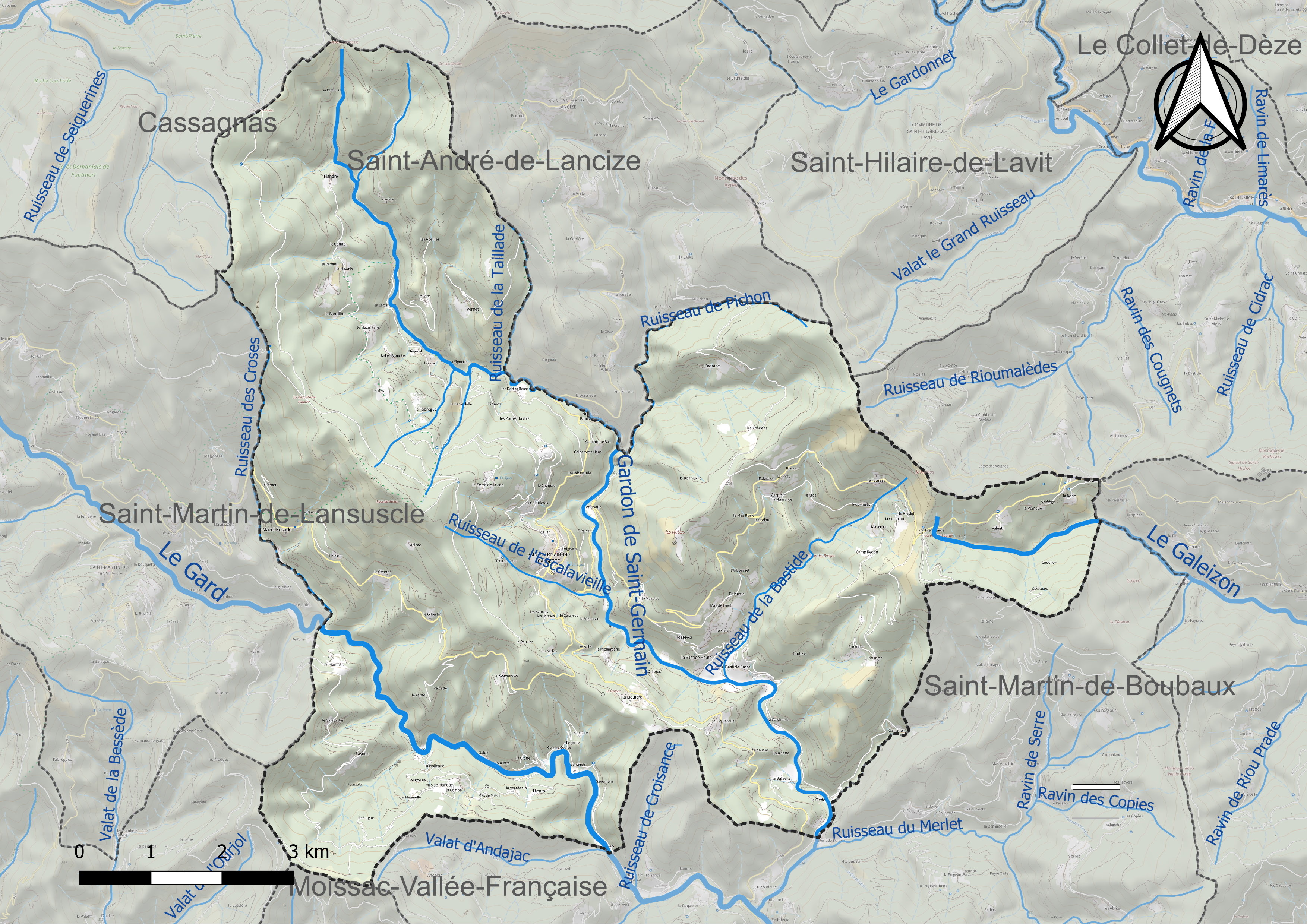
Carte du réseau hydrographique de la commune.

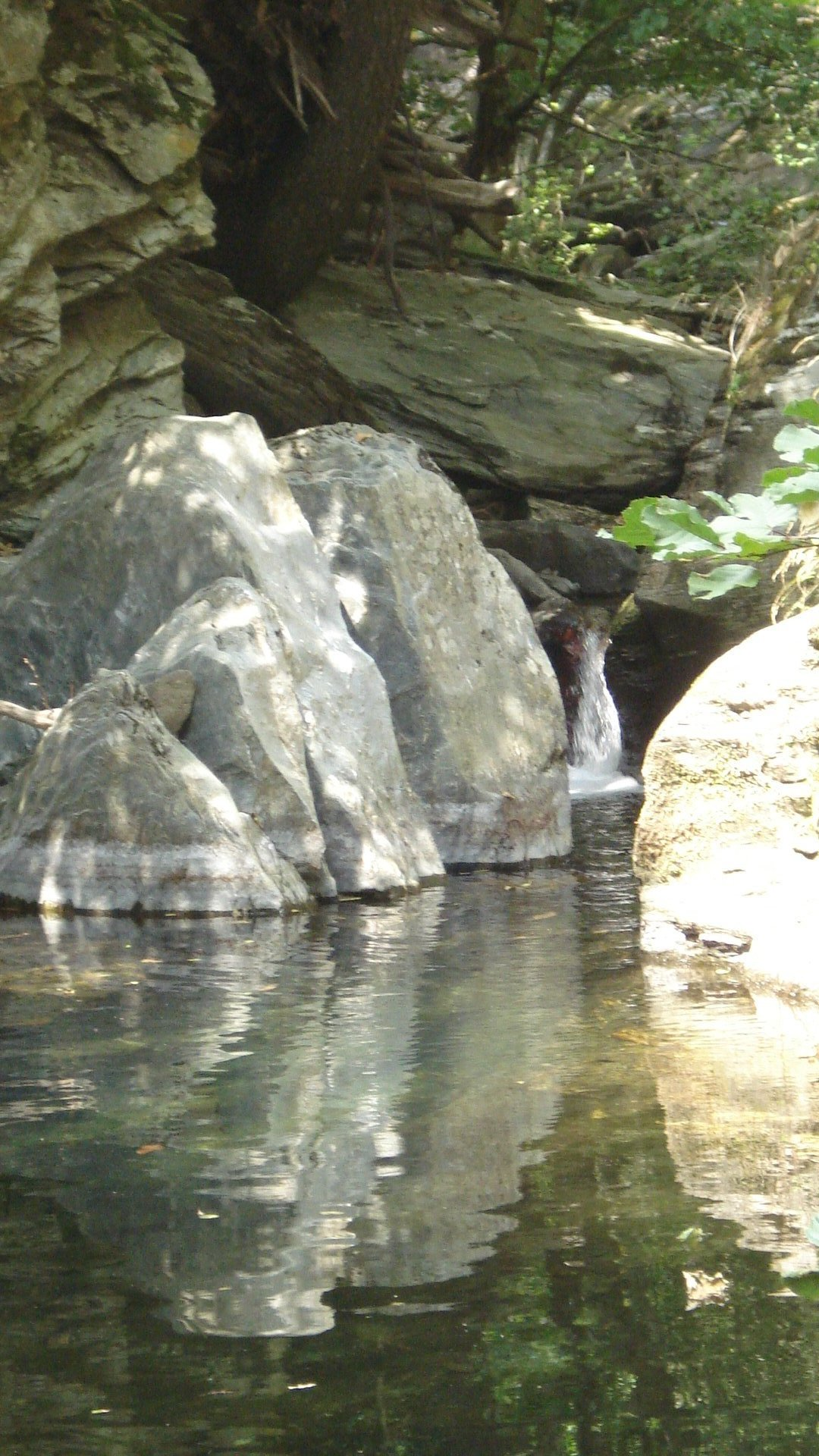
Ruisseau affluent du Gardon.

Prenant sa source au nord ouest de la commune, le Gardon de Saint-Germain coule en dessous du village. Il possède sept ruisseaux affluents. Au sud-ouest de la commune coule également, le Gardon de Saint-Martin. En se rejoignant, à la limite sud de la commune, au lieu-dit le Pont de Burgen, ces deux gardons forment le Gardon de Saint-Étienne. Le Galeizon, affluent du Gardon d'Alès, prend lui sa source au sud-est du territoire communal, près du col du Pendédis. Il existe de nombreuses sources dont certaines sont canalisées pour alimenter les maisons des particuliers qui ne peuvent bénéficier du réseau communal de distribution d'eau du fait de leur situation isolée.
Le débit habituel du Gardon n'est pas suffisant pour des activités nautiques. Cependant il existe de nombreux gourgs (trous d'eau) où l'on peut se baigner. La faible présence humaine et l'importance de la couche de galets et de graviers donnent une couleur turquoise à l'eau du Gardon dès qu'il y a un peu plus de profondeur. En 2008, la qualité des eaux des rivières de la commune était qualifiée de bonne sauf de l'aval du village jusqu'au confluent du pont de Burgen où elle était qualifiée d'assez bonne. Ces eaux abritent, entre autres, des populations de loutres et de castors, voire des écrevisses.

### Climat
Pour des articles plus généraux, voir Climat de l'Occitanie et Climat de la Lozère.
En 2010, le climat de la commune est de type climat méditerranéen franc, selon une étude s'appuyant sur une série de données couvrant la période 1971-2000. En 2020, Météo-France publie une typologie des climats de la France métropolitaine dans laquelle la commune est exposée à un climat de montagne ou de marges de montagne et est dans une zone de transition entre les régions climatiques « Provence, Languedoc-Roussillon » et « Sud-est du Massif Central ».
Pour la période 1971-2000, la température annuelle moyenne est de 12,3 °C, avec une amplitude thermique annuelle de 16,6 °C. Le cumul annuel moyen de précipitations est de 1 623 mm, avec 8,9 jours de précipitations en janvier et 4,4 jours en juillet. Pour la période 1991-2020, la température moyenne annuelle observée sur la station météorologique la plus proche, située sur la commune du Collet-de-Dèze à 10 km à vol d'oiseau, est de 12,9 °C et le cumul annuel moyen de précipitations est de 1 612,2 mm,. Pour l'avenir, les paramètres climatiques de la commune estimés pour 2050 selon différents scénarios d'émission de gaz à effet de serre sont consultables sur un site dédié publié par Météo-France en novembre 2022.

### Paysages
Autrefois essentiellement couvert de châtaigneraies, le territoire communal est toujours fortement boisé. Avec l'abandon progressif de la culture des châtaigniers, les pins ont petit à petit gagné l'ensemble de son territoire. De plus, l'ONF a longtemps poussé à la plantation de résineux, seule sylviculture locale économiquement viable.
Les données du réseau Natura 2000 indiquent que la végétation de la vallée est essentiellement composée de pins et de résineux (40 % des surfaces), de châtaigniers et autres arbres à feuilles caduques (37 %), de chênes verts (10 %), mais aussi de broussailles (1 %) et de rares prairies (1 %). Il y pousse aussi quelques pins de Salzmann associés à des cistes rares (ciste à feuilles de peuplier et ciste de Pouzolz). Les rochers et les éboulis rocheux occupent 1 % de sa surface.
La déprise agricole favorisant l'embroussaillement et la généralisation de la présence de résineux facilement inflammables ont augmenté les risques d'incendie. Aussi du fait de sa végétation et de son climat, la commune est considérée comme exposée aux risques naturels d'incendie.

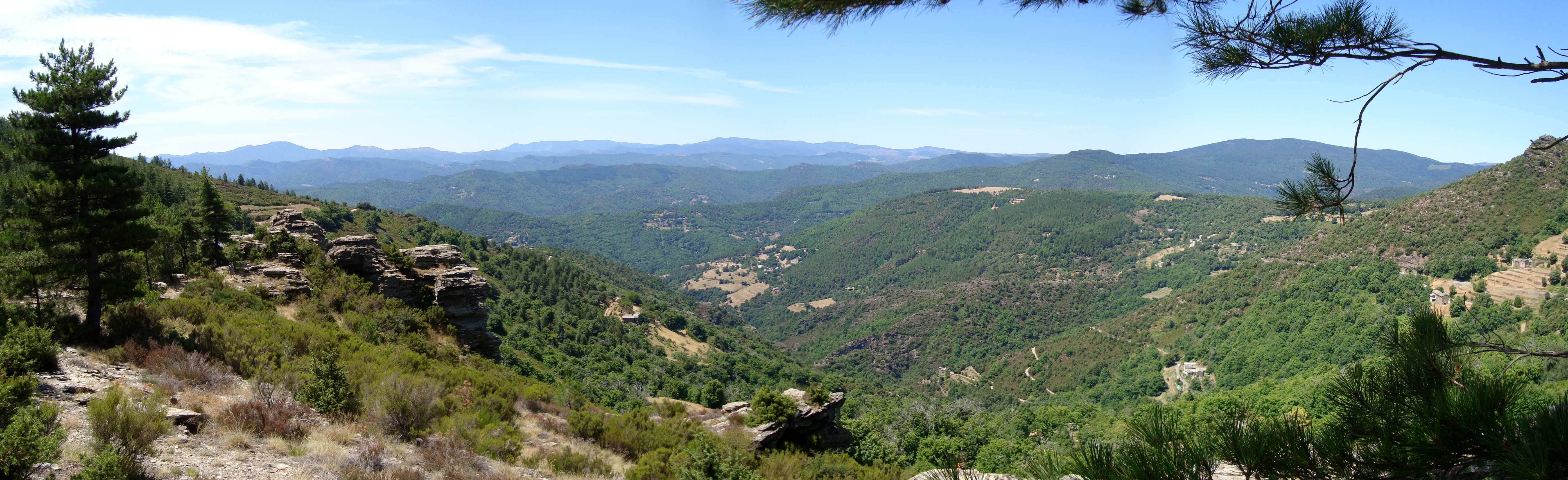
Panorama depuis le col de Prentigarde.

### Milieux naturels et biodiversité
La commune est concernée par un patrimoine naturel remarquable : trois sites Natura 2000 (la « vallée du Gardon de Mialet », la « vallée du Galeizon » et « les Cévennes ») et cinq zones naturelles d'intérêt écologique, faunistique et floristique (ZNIEFF).

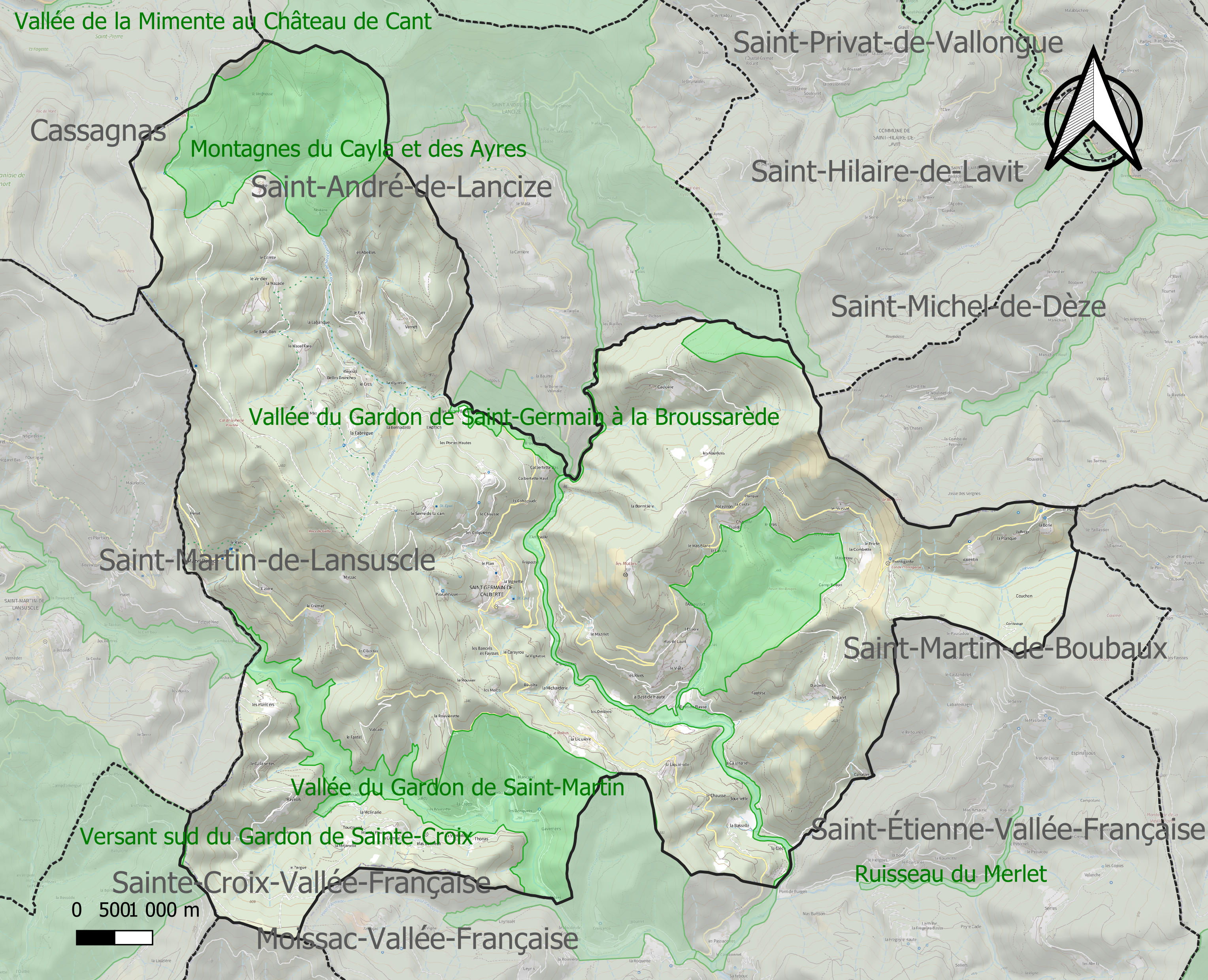
Carte des ZNIEFF de type 1.
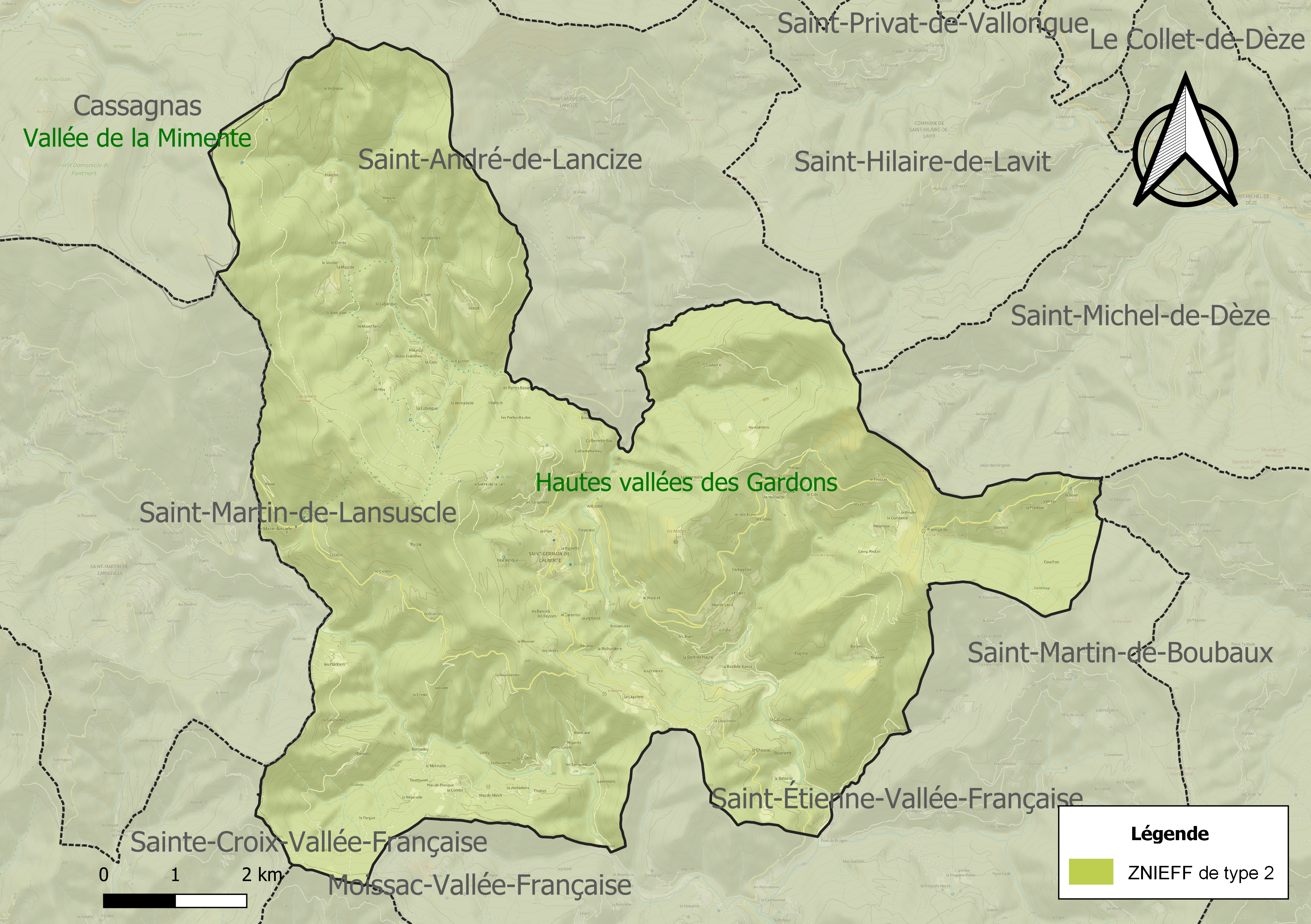
Carte des ZNIEFF de type 2.

## Urbanisme

### Typologie
Au 1er janvier 2024, Saint-Germain-de-Calberte est catégorisée commune rurale à habitat très dispersé, selon la nouvelle grille communale de densité à sept niveaux définie par l'Insee en 2022.
Elle est située hors unité urbaine et hors attraction des villes,.

### Occupation des sols

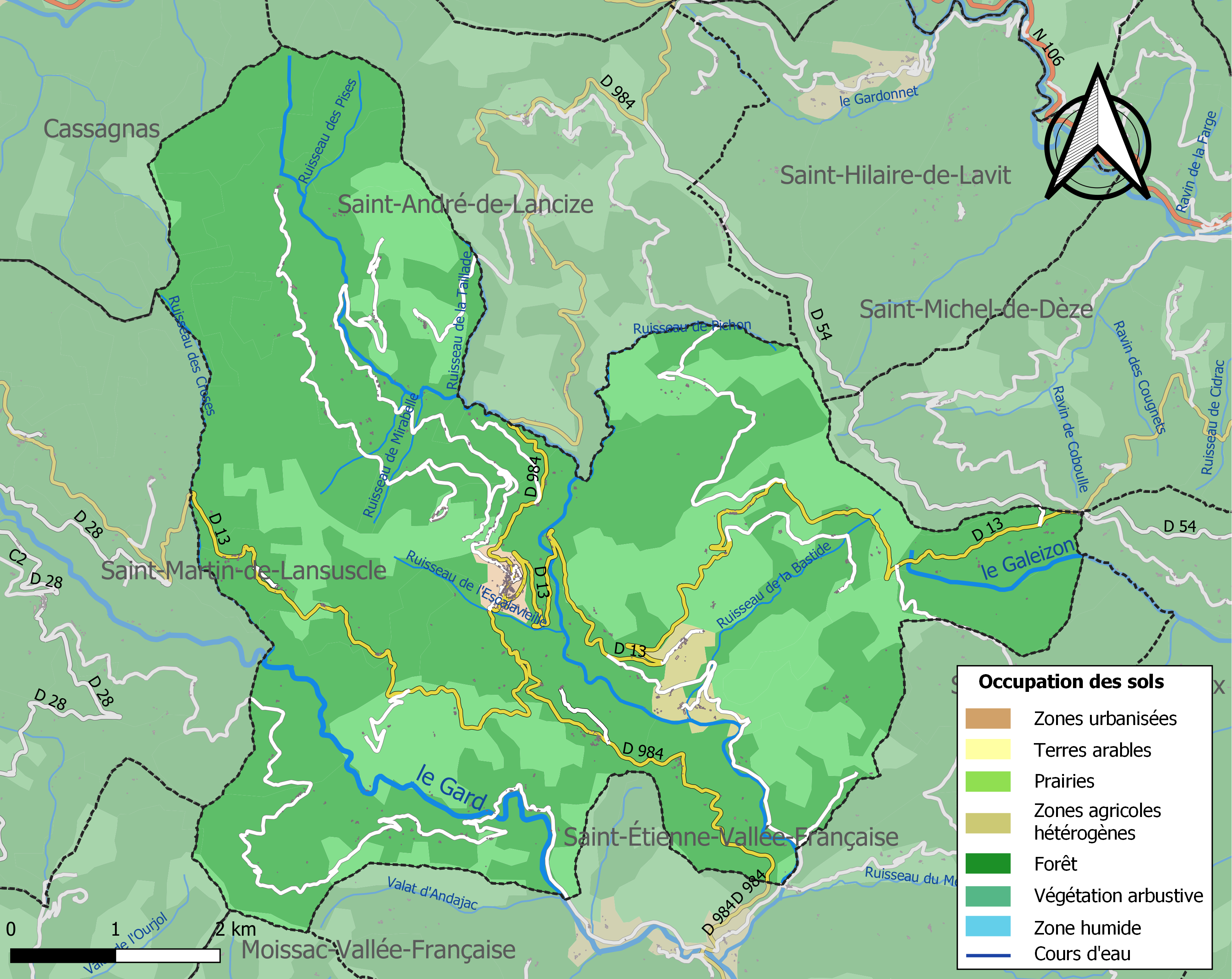
Carte des infrastructures et de l'occupation des sols de la commune en 2018 (CLC).

L'occupation des sols de la commune, telle qu'elle ressort de la base de données européenne d’occupation biophysique des sols Corine Land Cover (CLC), est marquée par l'importance des forêts et milieux semi-naturels (98,1 % en 2018), une proportion identique à celle de 1990 (98,1 %). La répartition détaillée en 2018 est la suivante : 
forêts (71,3 %), milieux à végétation arbustive et/ou herbacée (26,9 %), zones agricoles hétérogènes (1,2 %), zones urbanisées (0,7 %). L'évolution de l’occupation des sols de la commune et de ses infrastructures peut être observée sur les différentes représentations cartographiques du territoire : la carte de Cassini (XVIIIe siècle), la carte d'état-major (1820-1866) et les cartes ou photos aériennes de l'IGN pour la période actuelle (1950 à aujourd'hui).

### Morphologie urbaine
Les logements les plus anciens ont été construits dans les matériaux locaux que sont le schiste et le quartz. La lauze prédomine sur la tuile romane pour la couverture des toits. Elle est même obligatoire dans la partie du territoire communal située dans la zone cœur du parc.

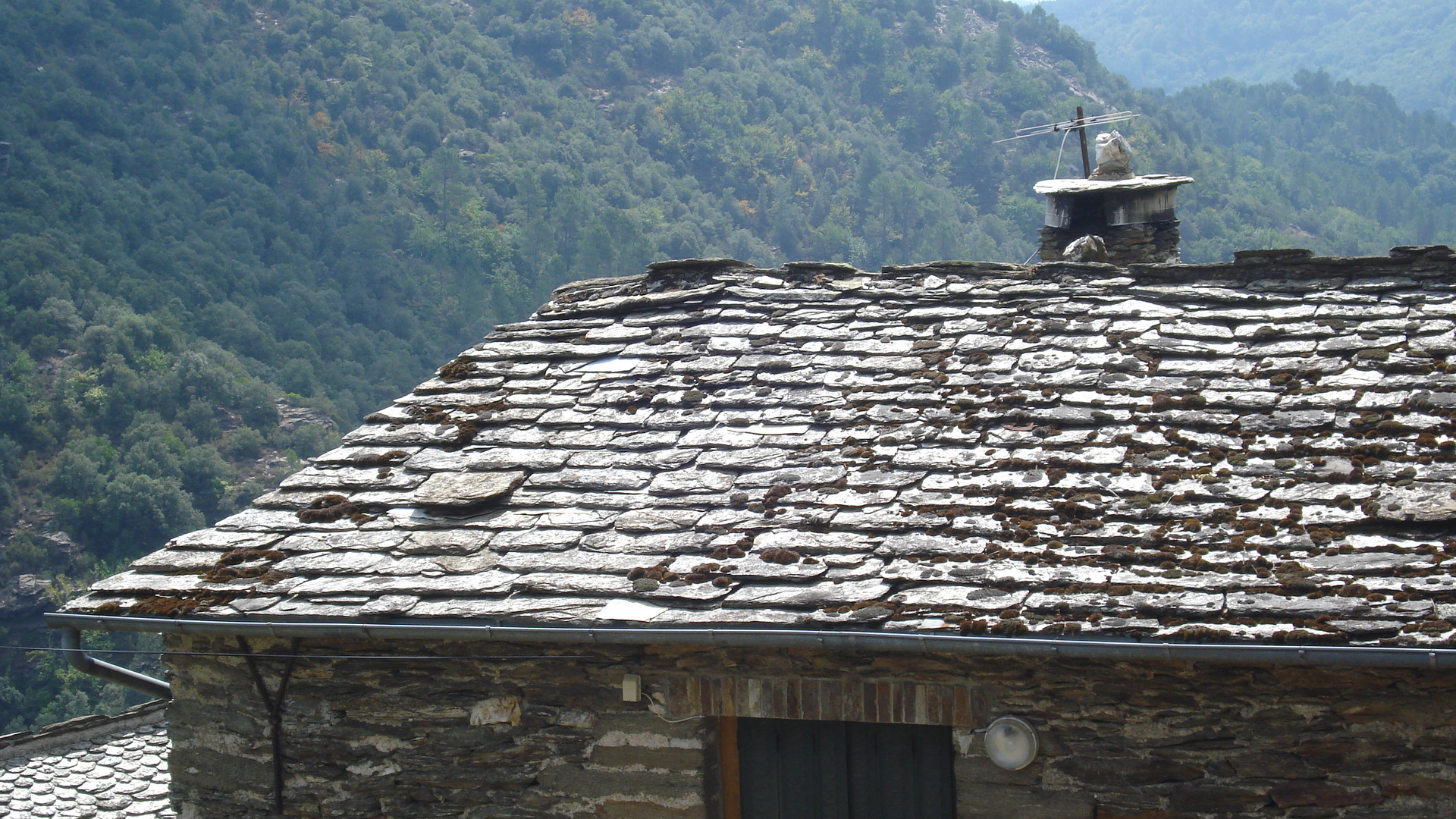
Un toit de lauze.

### Lieux-dits, hameaux et écarts
Plusieurs hameaux, qui ne regroupent souvent que quelques maisons, et de nombreux mas isolés, composent également la commune. Les deux principaux hameaux sont Mazel-Rosade sur la RD 13 en direction de Saint-Martin-de-Lansuscle et la Liquière sur la RD 984 au sud en direction de Saint-Étienne-Vallée-Française. Parmi ces écarts et lieux-dits, on retrouve :
| - Thonas - Raynols - Cadoine - Lancizolle - La Rouveyrette | - la Liquiérole - les Moles - le Fabrègue - l'Elzière | - Flandre - la Bastide - la Fare | - Nozière - le Cros - le Vernet - la Mazade |

### Habitat et logement
En 2020, le nombre total de logements dans la commune était de 577, alors qu'il était de 565 en 2015 et de 547 en 2010.
Parmi ces logements, 43,8 % étaient des résidences principales, 52,2 % des résidences secondaires et 4 % des logements vacants. Ces logements étaient pour 77,5 % d'entre eux des maisons individuelles et pour 20,4 % des appartements.
Le tableau ci-dessous présente la typologie des logements à Saint-Germain-de-Calberte en 2020 en comparaison avec celle de la Lozère et de la France entière. Une caractéristique marquante du parc de logements est ainsi une proportion de résidences secondaires et logements occasionnels (52,2 %) très supérieure à celle du département (32,1 %) et à celle de la France entière (9,7 %). Concernant le statut d'occupation de ces logements, 70,5 % des habitants de la commune sont propriétaires de leur logement (64,8 % en 2015), contre 65,7 % pour la Lozère et 57,5 pour la France entière.
| Typologie                                               | Saint-Germain-de-Calberte | Lozère | France entière |
| ------------------------------------------------------- | ------------------------- | ------ | -------------- |
| Résidences principales (en %)                           | 43,8                      | 57,7   | 82,1           |
| Résidences secondaires et logements occasionnels (en %) | 52,2                      | 32,1   | 9,7            |
| Logements vacants (en %)                                | 4                         | 10,2   | 8,2            |

### Voies de communication et transports
Le village est au carrefour de l'ancienne route nationale 584 (actuelle RD 984) qui va de Saint-Étienne-Vallée-Française au sud à Saint-André-de-Lancize au nord, et de la RD 13 qui va de Saint-Martin-de-Lansuscle à l'ouest au col du Pendédis à l'est et qui permet de rejoindre la RN 106 au Collet-de-Dèze.
Au Collet-de-Dèze, une ligne de bus assure une liaison quotidienne entre Ispagnac et Alès. La gare la plus proche est celle d'Alès, l'aéroport celui de Nîmes-Garons.

### Risques naturels et technologiques
Le territoire de la commune de Saint-Germain-de-Calberte est vulnérable à différents aléas naturels : météorologiques (tempête, orage, neige, grand froid, canicule ou sécheresse), inondations, feux de forêts, mouvements de terrains et séisme (sismicité faible). Un site publié par le BRGM permet d'évaluer simplement et rapidement les risques d'un bien localisé soit par son adresse soit par le numéro de sa parcelle.
Certaines parties du territoire communal sont susceptibles d’être affectées par le risque d’inondation par débordement de cours d'eau, notamment le Gardon, le Galeizon et le Gardon de Saint-Germain. La commune a été reconnue en état de catastrophe naturelle au titre des dommages causés par les inondations et coulées de boue survenues en 1982, 1992, 1993, 1994, 2003, 2014, 2015 et 2020,.
Saint-Germain-de-Calberte est exposée au risque de feu de forêt. Un plan départemental de protection des forêts contre les incendies (PDPFCI) a été approuvé en décembre 2014 pour la période 2014-2023. Les mesures individuelles de prévention contre les incendies sont précisées par divers arrêtés préfectoraux et s’appliquent dans les zones exposées aux incendies de forêt et à moins de 200 mètres de celles-ci. L’arrêté du 23 mars 2018, complété par un arrêté de 2020, réglemente l'emploi du feu en interdisant notamment d’apporter du feu, de fumer et de jeter des mégots de cigarette dans les espaces sensibles et sur les voies qui les traversent sous peine de sanctions. L'arrêté du 23 août 2021, abrogeant un arrêté de 2002, rend le débroussaillement obligatoire, incombant au propriétaire ou ayant droit,,.

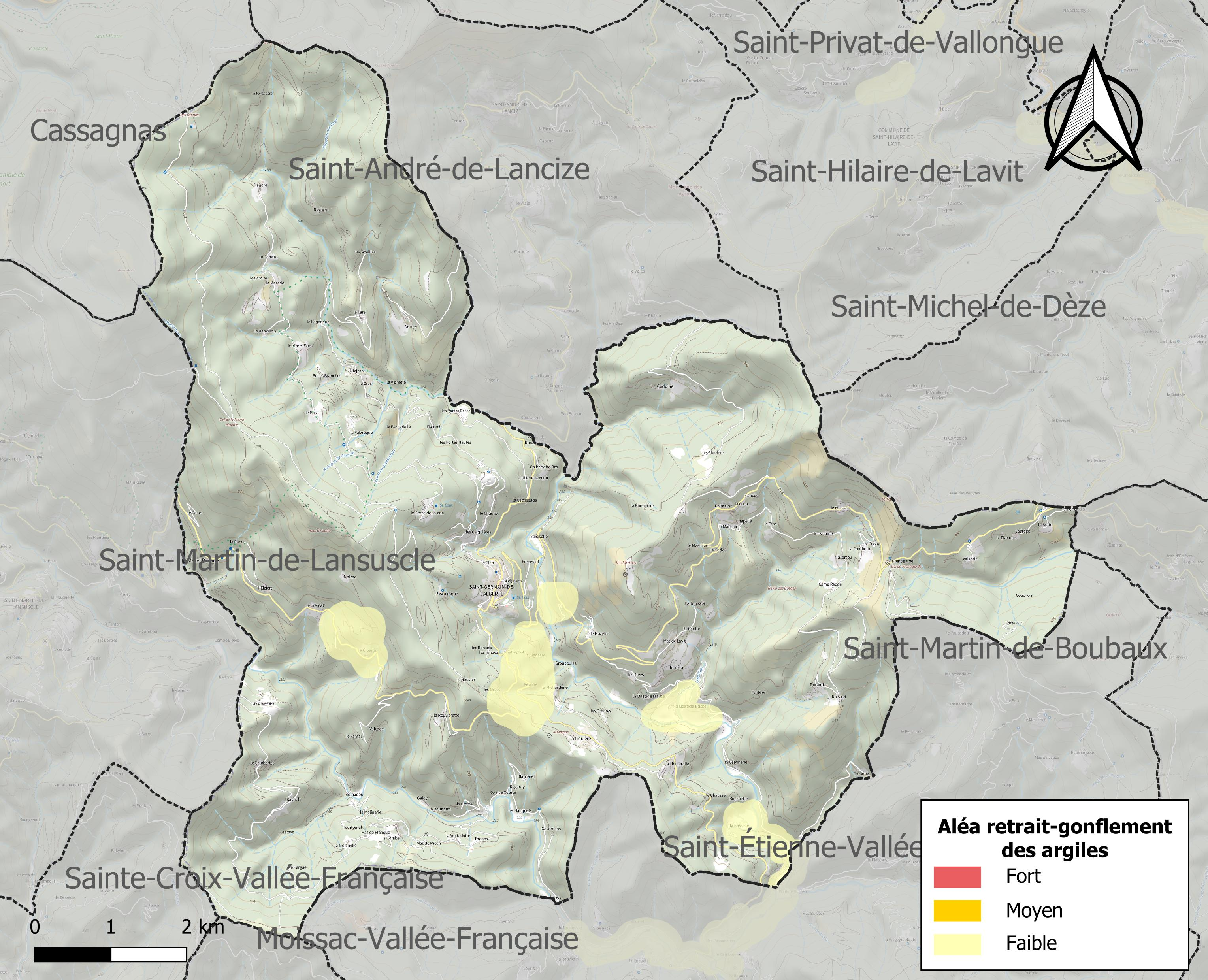
Carte des zones d'aléa retrait-gonflement des sols argileux de Saint-Germain-de-Calberte.

Les mouvements de terrains susceptibles de se produire sur la commune sont des éboulements, chutes de pierres et de blocs et des glissements de terrain.
Le retrait-gonflement des sols argileux est susceptible d'engendrer des dommages importants aux bâtiments en cas d’alternance de périodes de sécheresse et de pluie. Aucune partie du territoire de la commune n'est en aléa moyen ou fort (15,8 % au niveau départemental et 48,5 % au niveau national). Sur les 418 bâtiments dénombrés sur la commune en 2019,  aucun n'est en aléa moyen ou fort, à comparer aux 14 % au niveau départemental et 54 % au niveau national. Une cartographie de l'exposition du territoire national au retrait gonflement des sols argileux est disponible sur le site du BRGM,.
Par ailleurs, afin de mieux appréhender le risque d’affaissement de terrain, l'inventaire national des cavités souterraines permet de localiser celles situées sur la commune.

## Toponymie

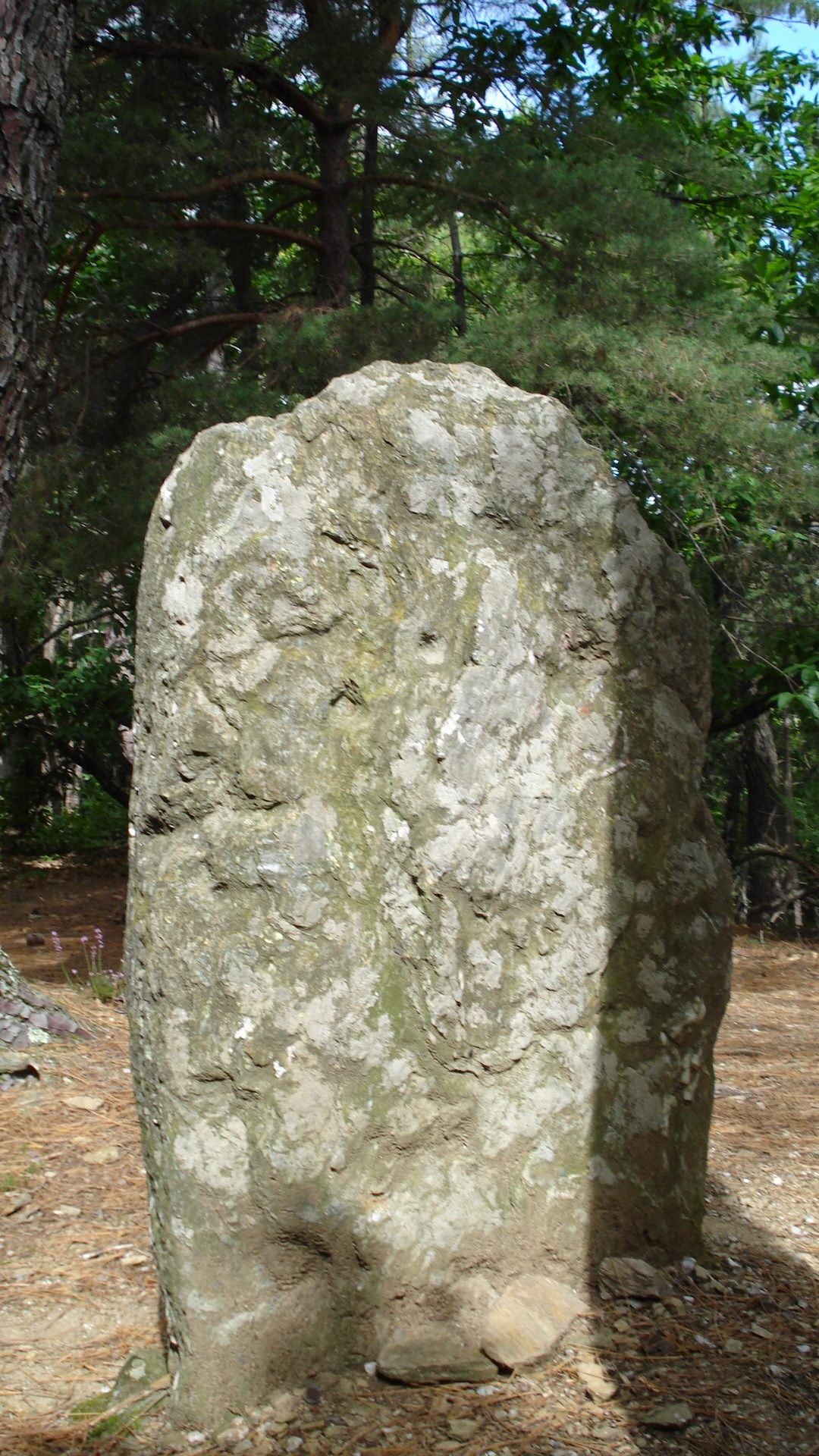
La Pierre de la Vieille.

Lors de leurs implantation dans la localité, entre le IXe et le Xe siècle, les moines bénédictins placèrent la localité sous le patronage de saint Germain d'où la première partie de son nom.

 Calberte signifierait endroit plat et vert : Cale désignant, un endroit plat (le village est bâti sur un replat, lesquels sont rares dans cette région montagneuse) et Berte pour vert. Mais calen désigne aussi en occitan quelque chose de chaud, calelh un objet lumineux.

## Histoire

### Préhistoire
Les premières traces des hommes découvertes dans la vallée remontent au IIIe millénaire av. J.-C. : des pasteurs nomades, appartenant à la civilisation des mégalithes, passaient sur les crêtes. Ils sont à l'origine de drailles. Ils y ont laissé des menhirs tels celui du col de la Pierre Plantée, des dolmens ainsi que des roches à cupules. Ces traces sont, dans l'imaginaire cévenol, liées à la légende de la vieille morte.

### Antiquité
Pendant la période gauloise, cette zone appartenait au territoire des Gabales. Sur les flancs du Mont-Mars, au lieu-dit Saint-Clément, sur le chemin menant du plan de Font-Mort au col de la Pierre Plantée se trouvait une villa gallo-romaine relativement importante (suffisamment pour posséder un hypocauste) dirigeant un domaine au cours des IIe et IIIe siècles de notre ère. Les fouilles qui y été menées par M. Numa Bastide ont mis au jour de nombreux objets en céramique ou en fer, des pièces de monnaie ainsi que les traces de bâtiments d'habitation et agricoles.

### Moyen Âge

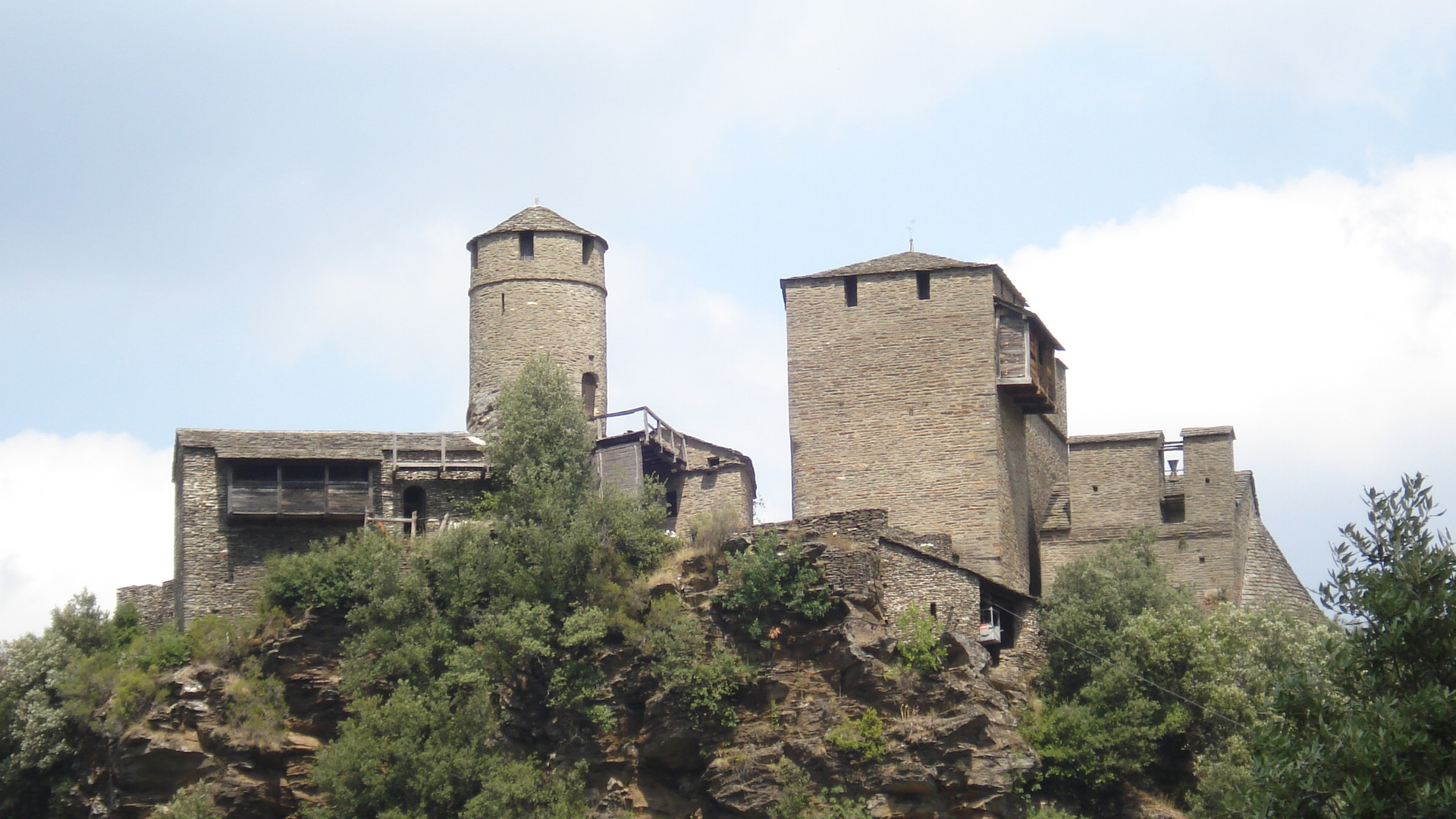
Le château de Calberte.

La localité était une étape pour la transhumance des troupeaux des moines bénédictins de l'abbaye de Sauve. Au XIIe siècle, le village, abritait déjà un prieuré bénédictin. À cette même époque, les seigneurs d'Anduze y construisirent un château fort, le château de Saint-Pierre, sur un promontoire rocheux au bord du gardon. Les seigneurs d'Anduze étaient barons de Florac, baronnie à laquelle appartenait Saint-Germain. Toujours au XIIe siècle, à l'emplacement de l'ancienne villa gallo-romaine, a existé un hôpital monastère, Saint-Clément-de-Montmars.

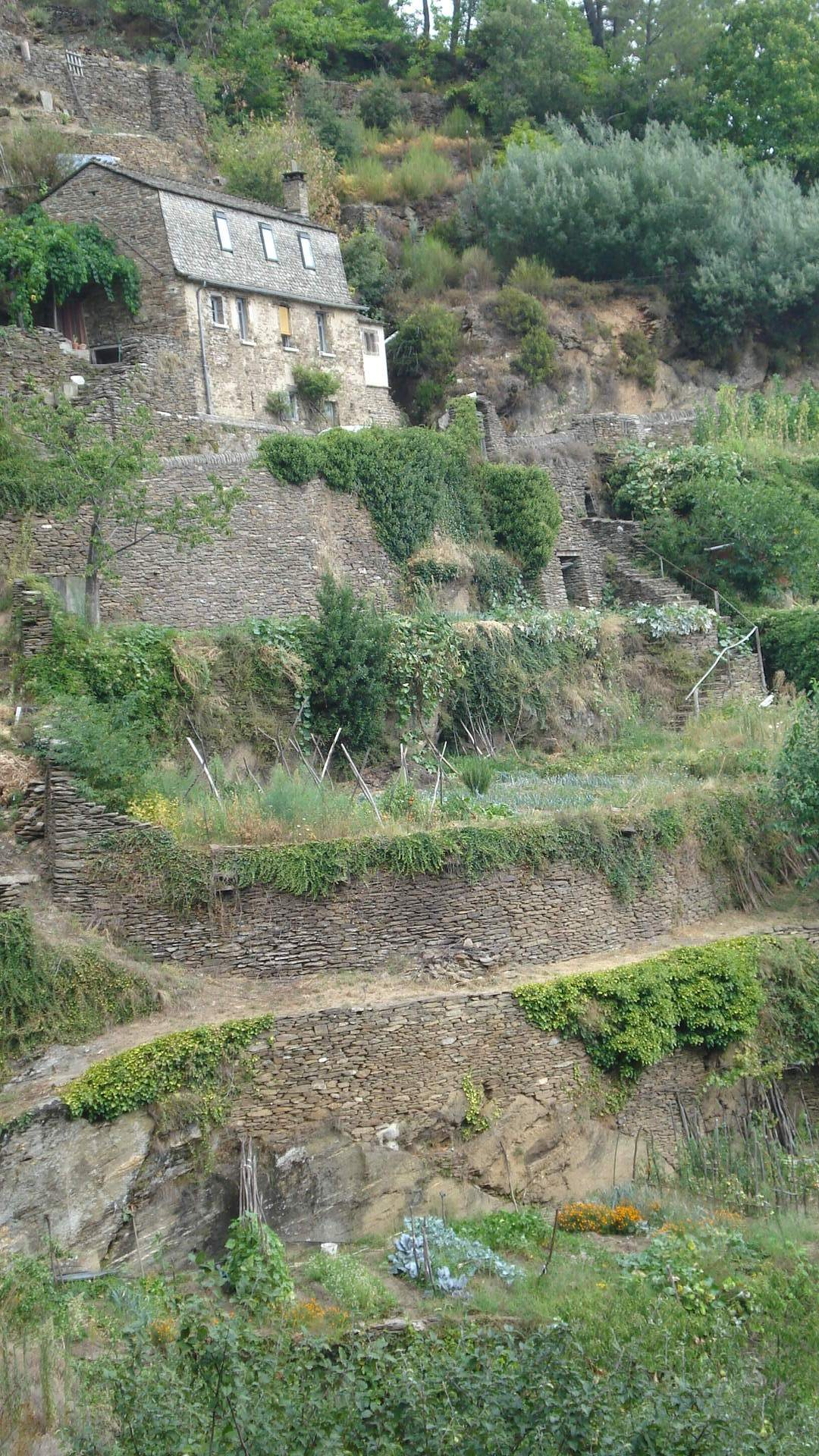
Faisses ou bancels aux Calquières.

Vers 1229, au terme de la croisade des Albigeois, les biens des seigneurs d'Anduze et donc le village furent confisqués par le roi de France. Mais les représentants du roi et l'évêque de Mende se disputèrent longtemps la prédominance sur ces terres. En 1265, un premier accord donne Saint-Germain-de-Calberte au roi. Après 36 ans de procès l'opposant aux évêques de Mende, l'acte de paréage de 1307, la lui attribua définitivement. En 1321, les moines créent un hôpital pour venir en aide aux pauvres et aux malades dans le village. Le pape Urbain V (1310-1370), originaire du Gévaudan, fit agrandir l'église de la paroisse et y créa un studium (école avec internat) géré par les moines.

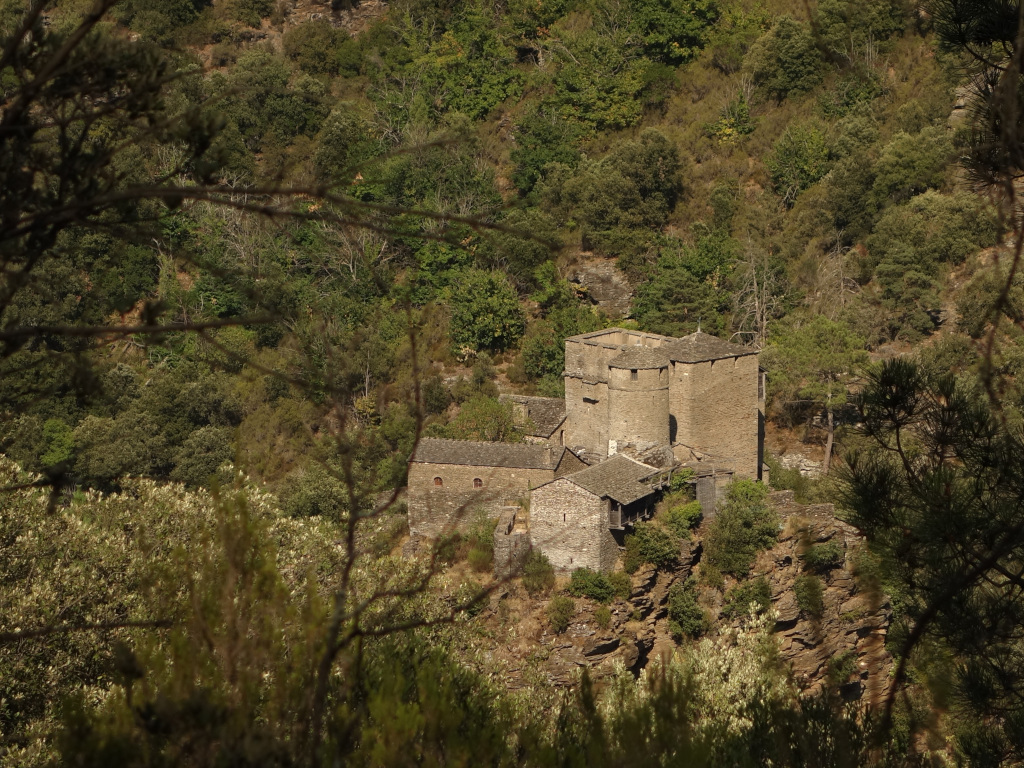
Château de Calberte.

Sous l'influence des moines bénédictins, la culture du châtaignier puis celle du mûrier pour les vers à soie se développèrent au point de devenir les éléments centraux de son économie. Aux siècles suivants, avec l'augmentation de la population, pour gagner des surfaces cultivables, la culture en restanque s'étendit, grimpant de plus en plus haut sur les collines et donnant aux montagnes cévenoles leur aspect particulier. L'ensemble des bancels (nom cévenol des terrasses) au lieu-dit les Calquières en sont un exemple remarquable.
Comme l'ensemble des Cévennes, le village souffrit beaucoup pendant les crises du XIVe siècle (guerre de Cent Ans, peste noire...). Les friches gagnèrent du terrain au profit de la faune sauvage. Le château de Calberte eut à pâtir des routiers mais surtout du conflit opposant les Budos et Guillaume III Roger de Beaufort pour la possession de la seigneurie de Portes dont il dépendait. Il fut abandonné vers la fin du XIVe siècle ou au début du XVe siècle.

### Époque moderne

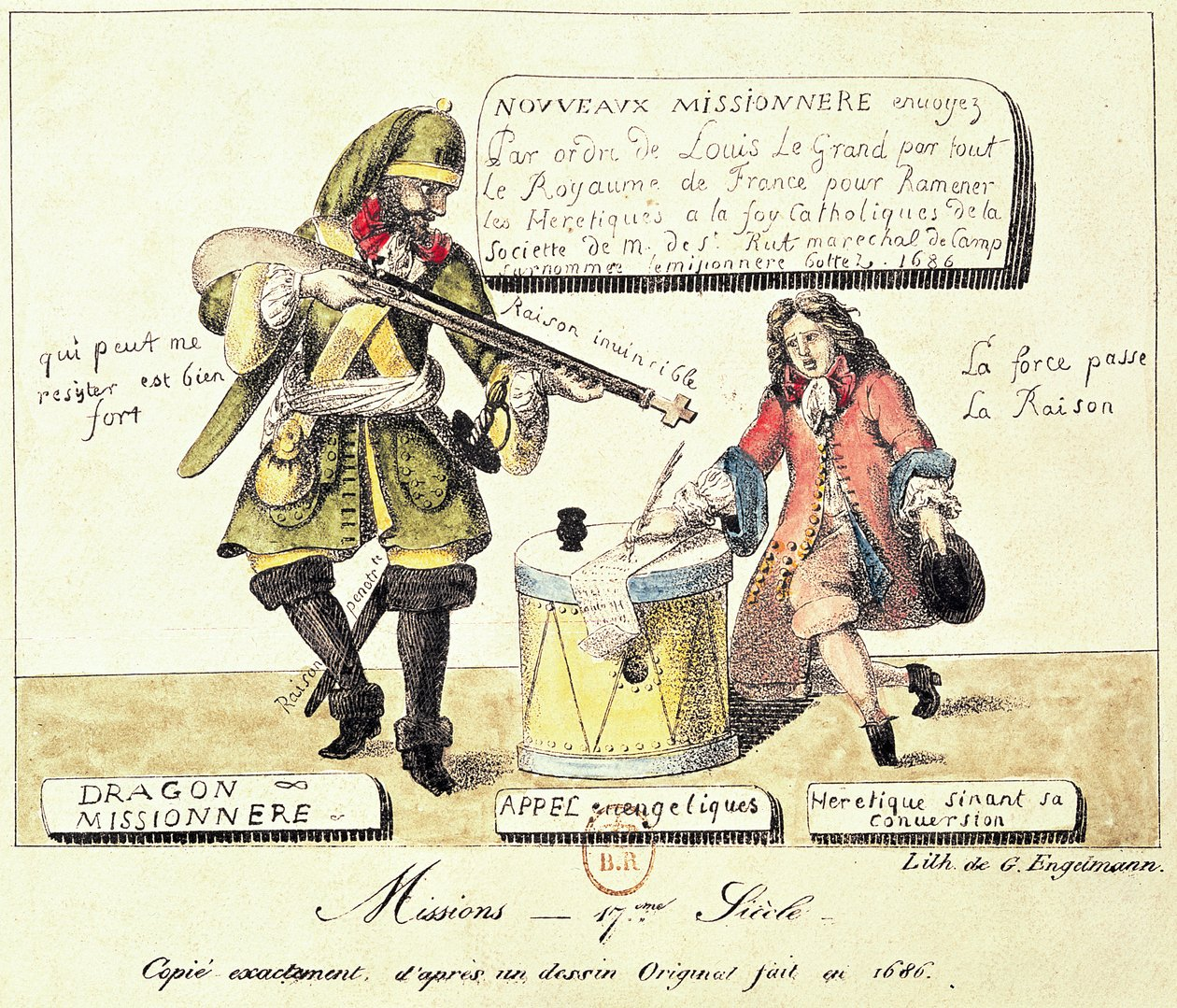
Le « dragon missionnaire » : Qui peut me résister est bien fort.

Vers 1540, Saint-Germain accueillit très favorablement la Réforme et presque toute la population se convertit au protestantisme tout en restant fidèle au roi.
Sous le règne de Louis XIV, en 1685, comme toutes les localités protestantes, Saint-Germain fut victime de dragonnades. Les membres de la religion réformée furent alors contraints d'héberger à leur frais des soldats, les dragons, qui avaient carte blanche, sauf le droit de tuer, pour les « convertir ». Sous la pression de ces exactions, ils se convertirent en masse et devinrent des NC, pour nouveaux convertis. Certains récalcitrants s'enfuirent rejoignant l'émigration huguenote vers la Suisse, l'Allemagne, les Pays-Bas, l'Afrique du Sud, d'autres se cachèrent.
La répression sur les protestants s'accentua avec la révocation de l'Édit de Nantes le 18 octobre 1685. Les NC qui pratiquaient toujours le culte protestant étaient susceptibles d'être torturés, envoyés aux galères ou exécutés en tant que relaps. Ainsi, le marquis de Saillans se cacha plusieurs mois dans une grotte jusqu'à sa découverte et son arrestation. La nuit du 22 avril 1686, une assemblée de protestants au « Désert » dans une gorge, au Clauzelet, fut découverte par les dragons qui l'attaquèrent au sabre. Certains fuyards se noyèrent dans le Gardon en crue.
En 1687, l'abbé du Chayla, responsable des « missions » en Cévennes, y fonda un séminaire et dirigeait de là les écoles destinées à mettre les enfants des NC dans le droit chemin catholique. Ses exactions le firent détester. Son assassinat en 1702 marque le début de la Révolte des Camisards (1702-1704). Il fut enterré dans l'église du village. Pendant la révolte, même s'il hébergea des troupes royales, le village, situé en plein cœur de la zone rebelle, n'échappa pas aux troubles : assemblées secrètes au « Désert », « levées d'impôt » des camisards, représailles, meurtres, incendies... Lors du « bruslêment des Cévennes », où l'armée royale employa la tactique de la terre brûlée destinée à empêcher tout soutien matériel à la guérilla, le bourg devint un des centres de regroupement de la population évitant ainsi sa destruction mais pas celle des maisons des NC situées dans les hameaux.
Par la suite, tout le long du XVIIIe siècle, les assemblées clandestines au Désert continuèrent.

### Révolution française et Empire

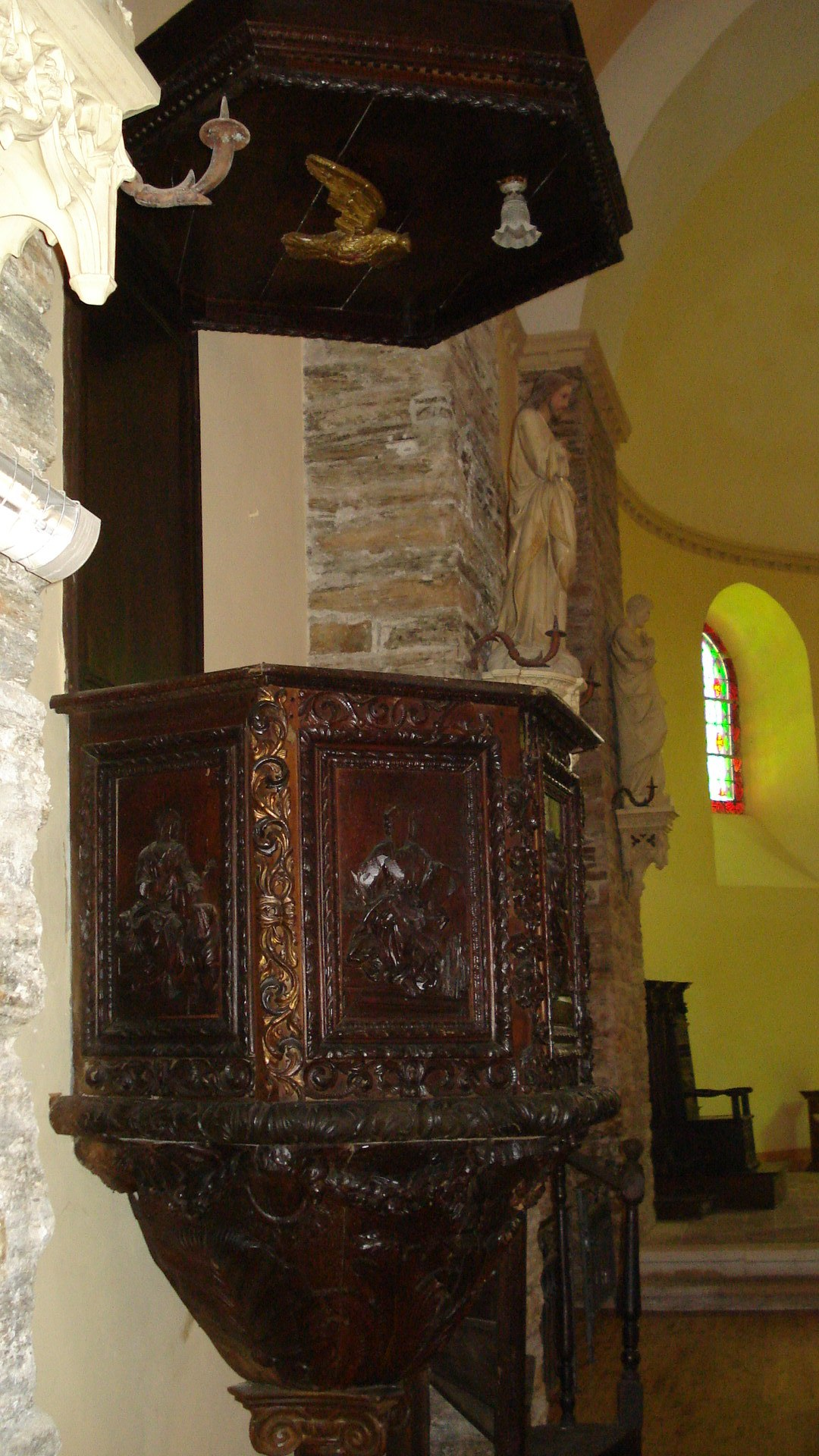
La chaire de l’église, seul mobilier rescapé de la Révolution.

Le village accueillit très favorablement la Révolution synonyme de liberté de culte et d'égalité civile. En 1792, il fournit une partie des groupes de « patriotes » révolutionnaires qui dans la Vallée Longue et la Vallée Française obligèrent les nobles à détruire les signes distinctifs de leurs demeures (tourelles, pigeonniers, armoiries, girouettes...) à rendre les titres féodaux, à rembourser les redevances qu'ils avaient continué à percevoir. C'est ainsi que furent détruites les fortifications des maisons fortes de Cadoine, de la Bruyère, du Crémat, du Gibertin et que fut brûlé celle de Polastron. L'église fut transformée en salpêtrière, son clocher abattu. Le mobilier de cette église fut brulé à la grande joie d'une population à 90 % protestante. L'ardeur révolutionnaire des patriotes était si grande qu'elle les amena, en 1793, jusqu'au meurtre. De 1793 jusqu'au concordat de 1801, le village fut rebaptisé Côte-Libre et Calberte.

### Époque contemporaine
L'incendie du palais épiscopal de Mende en 1887, qui regroupait les archives départementales de la Lozère, fait qu'il n'y a guère de traces de conséquences locales des multiples soubresauts politiques de la France du XIXe siècle. Cependant, des républicains calbertois ayant manifesté contre le coup d'État du 2 décembre 1851 de Louis-Napoléon Bonaparte furent arrêtés et condamnés à la déportation en Algérie ou en Nouvelle-Calédonie.
Le milieu du XIXe siècle est appelé « l 'âge d'or des Cévennes », la commune y connut son maximum démographique (1 826 habitants en 1851). Le développement de l'industrie de la soie apporta une certaine prospérité. Des filatures y fonctionnaient. Mais les maladies atteignant les vers à soie (la flacherie et la pébrine) puis la vigne (phylloxéra) ainsi que la dureté des conditions de vie contribuèrent à un fort exode rural dès les années 1870. À la fin du siècle, la construction de véritables routes désenclavant le village améliora les débouchés des productions traditionnelles mais favorisa le départ des jeunes, d'abord de façon temporaire pour des travaux saisonniers dans la plaine, puis définitivement.

#### XXesiècle
La Première Guerre mondiale marqua un tournant définitif dans la vie du village, accentuant l'exode rural et bouleversant l'équilibre économique local. Pendant quatre ans, l'absence de la plupart des hommes valides augmenta les difficultés économiques des familles. Un cinquième des mobilisés, y périrent sans compter les blessés et les mutilés.
Pendant la Seconde Guerre mondiale, de nombreux persécutés de toutes sortes se réfugièrent dans les Cévennes. Plusieurs maquis, dont un maquis antifasciste allemand, furent créés dans la Vallée Française (Serre, la Picharlerie). Ils furent attaqués et dispersés entre le 7 et le 13 avril 1944.

## Politique et administration

### Rattachements administratifs et électoraux

#### Rattachements administratifs
La commune se trouve dans l'arrondissement de Florac du département de la Lozère.
Elle était depuis 1793 le chef-lieu du canton de Saint-Germain-de-Calberte. Dans le cadre du redécoupage cantonal de 2014 en France, cette circonscription administrative territoriale a disparu, et le canton n'est plus qu'une circonscription électorale.

#### Rattachements électoraux
Pour les élections départementales, la commune fait partie depuis 2014 du canton du Collet-de-Dèze
Pour l'élection des députés, elle fait partie de la circonscription de la Lozère.

### Intercommunalité
Saint-Germain-de-Calberte était membre de la petite communauté de communes de la Vallée Longue et du Calbertois en Cévennes, un établissement public de coopération intercommunale (EPCI) à fiscalité propre créé en 2001 et auquel la commune avait transféré un certain nombre de ses compétences, dans les conditions déterminées par le code général des collectivités territoriales.
Dans le cadre des dispositions de la loi portant nouvelle organisation territoriale de la République du 7 août 2015, qui prévoit que les établissements publics de coopération intercommunale (EPCI) à fiscalité propre doivent avoir un minimum de 5 000 habitants en zone de montagne, cette intercommunalité a fusionné le 1er janvier 2017 avec ses voisines au sein de la communauté de communes Des Cévennes au Mont Lozère, dont est désormais membre la commune.

### Tendances politiques et résultats
Terre de culture protestante, les Cévennes ont été favorables à la Révolution française qui accordait la liberté de culte, l'égalité civile et hostile à la monarchie assimilée à l'oppression royale et catholique du XVIIe et XVIIIe siècles. C'est une région de tradition républicaine qui s'est opposée au coup d'État de Louis-Napoléon Bonaparte, et a accueilli proscrits et maquis de résistants pendant la Seconde Guerre mondiale.
C'est donc une terre fortement ancrée à gauche, tendance confortée par les liens familiaux avec la population ouvrière partie travailler dans les mines et les industries d'Alès et par l'arrivée depuis les années 1970 de néo-ruraux soixante-huitards. Elle s'oppose en cela à la Lozère du nord, catholique et traditionnellement plus conservatrice. Le combat contre le barrage de la Borie a également un temps favorisé un vote écologiste.
L'analyse du résultat de l'élection présidentielle de 2007 laisse apparaître une très forte inclinaison des électeurs vers la gauche : totalisant 74,15 % des suffrages, la candidate du PS Ségolène Royal obtient ainsi des résultats sensiblement supérieurs à la moyenne départementale (44,25 %), régionale (45,90 %), ou nationale (46,94 %).
Après avoir obtenu 38,05 % des suffrages lors du premier tour des élections le 22 avril 2007, loin devant ses adversaires du MoDem François Bayrou (13,52 %), de l'UMP Nicolas Sarkozy (11,95 %) et du PCF Marie-George Buffet 8,81 %, elle double son score au second tour, obtenant 74,15 % des suffrages exprimés, soit un total de 218 voix sur 314 votants. Parallèlement, Nicolas Sarkozy totalisait 76 bulletins en sa faveur, tandis que 20 bulletins étaient décomptés comme blanc ou nuls.
Lors du premier tour de  l'élection présidentielle de 2012, les électeurs de la commune placent en tête les quatre candidats suivants : Jean-Luc Mélenchon (35,79 % des suffrages exprimés), François Hollande (29,10 %), Nicolas Sarkozy (10,70 %) et Marine Le Pen (9,36 %). 
Au second tour, le candisat élu François Hollande recueille 2015 voix (77,62  %) et Nicolas Sarkozy 62 voix  (22,38 % lors d'un scrutin où 18,46 % des électeurs se sont abstenus.
Lors du premier tour de  l'élection présidentielle de 2017, les électeurs de la commune placent en tête les quatre candidats suivants : Jean-Luc Mélenchon (46,55 % des suffrages exprimés), Emmanuel Macron (16,36 %), Marine Le Pen (10,55 %) et Benoît Hamon (9,82 %). 
Au second tour, le candidat élu Emmanuel Macron recueille 162 voix (82,23 %) et Marine Le Pen 35 voix (17,77 %), lors d'un scrutin où 26,42 % des électeurs se sont abstenus.
Lors du premier tour de  l'élection présidentielle de 2022, les électeurs de la commune placent en tête les quatre candidats suivants : Jean-Luc Mélenchon (36,92 % des suffrages exprimés), Emmanuel Macron (16,13 %), Fabien Roussel (12,90 %) et Marine Le Pen (10,04 %). 
Au second tour, le candidat élu Emmanuel Macron recueille 148 voix (71,84 %) et Marine Le Pen 58 voix (28,16 %), lors d'un scrutin où 24,66 % des électeurs se sont abstenus.

### Liste des maires
| Période        | Période                        | Identité                                 | Étiquette | Qualité                              |
| -------------- | ------------------------------ | ---------------------------------------- | --------- | ------------------------------------ |
|                | 1822                           | Jean-Daniel Verdelhan des Molles         |           |                                      |
| 1823           |                                | Anne-Germain-Xavier Verdelhan des Molles |           |                                      |
| mai 1900       | novembre 1916                  | Louis Maurin                             | SFIO      |                                      |
| novembre 1916  | décembre 1919                  | Léon Séquier                             |           |                                      |
| décembre 1919  | octobre 1922                   | Adolphe Chaptal                          |           |                                      |
| octobre 1922   | novembre 1922                  | Alfred Lachaud                           |           |                                      |
| novembre 1922  | août 1931                      | Auguste Maranda                          |           | Ingénieur retraité                   |
| septembre 1931 | août 1944                      | Élie Folcher                             |           |                                      |
| août 1944      | novembre 1947                  | Roger Pellet                             |           |                                      |
| novembre 1947  | mars 1959                      | Marcel Privat                            |           |                                      |
| mars 1959      | avril 1961                     | Léon Théron                              |           |                                      |
| avril 1961     | juin 1961                      | Roger Deleuze                            |           |                                      |
| juin 1961      |                                | Étienne Lauriol                          | PCF       |                                      |
|                |                                |                                          |           |                                      |
| mars 2001      | mars 2014                      | Jean-Louis Chapelle                      | PCF       |                                      |
| mars 2014      | juin 2023                      | Gérard Lamy                              | PCF       | Cadre retraité Démissionnaire        |
| septembre 2023 | En cours (au 30 novembre 2023) | Coralie Atek                             |           | Employée administrative d'entreprise |

## Équipements et services publics
Il y a un bureau de poste, deux épiceries, une gendarmerie ; assureurs et banquiers effectuent des permanences régulières.

### Écologie et recyclage
Commune du parc national des Cévennes (seul parc national français habité par l'homme de façon permanente) une partie de son territoire intègre la zone cœur, le reste étant en zone périphérique. Son territoire est aussi classé en zone Natura 2000 comme site d'importance communautaire (SIC). Cette double protection vise tant à protéger ses habitats naturels (faune, flore et rivière) que son habitat traditionnel et sa culture (architecture, coutumes...). Étant donné qu'elle est habitée par l'homme, la zone cœur ne bénéficie pas d'une protection aussi importante que dans les autres parcs nationaux. Néanmoins cette protection renforcée s'applique tant à la chasse, la pêche, au type d'agriculture, aux constructions, etc., activités qui bien que n'étant pas interdites sont très réglementées.
Dans le cadre de la communauté de communes, des points d'apport volontaire des déchets pour le tri sélectif sont disposés à différents endroits de la commune. De même, il y a une déchèterie intercommunale à Saint-Privat-de-Vallongue. Du fait de la présence depuis trente ans de néo-ruraux très sensibles à cette thématique, les collectivités territoriales locales se sont depuis longtemps penchées sur ces problèmes.

### Enseignement
Saint-Germain-de-Calberte dépend de l'académie de Montpellier.
Il existe une école primaire comportant plusieurs classes.
Les jeunes du village vont au collège de Saint-Étienne-Vallée-Française grâce à une navette de bus. À la rentrée 2008, celui-ci accueillait 65 élèves.
Pour poursuivre leurs études en lycée, les jeunes Calbertois se rendent principalement à Alès ou Mende.

### Santé
Un médecin généraliste propharmacien et des infirmières résident dans la commune. Les autres services médicaux courants (pharmacie, dentiste, kinésithérapeute, etc.) sont localisés à Saint-Jean-du-Gard ou au Collet-de-Dèze. Les centres hospitaliers les plus proches sont ceux d'Alès et de Mende.

## Population et société

### Démographie
Les habitants sont appelés les calbertois ou calbertoises

#### Évolution démographique
L'évolution du nombre d'habitants est connue à travers les recensements de la population effectués dans la commune depuis 1793. Pour les communes de moins de 10 000 habitants, une enquête de recensement portant sur toute la population est réalisée tous les cinq ans, les populations de référence des années intermédiaires étant quant à elles estimées par interpolation ou extrapolation. Pour la commune, le premier recensement exhaustif entrant dans le cadre du nouveau dispositif a été réalisé en 2004.

En 2022, la commune comptait 477 habitants, en évolution de +8,16 % par rapport à 2016 (Lozère : +0,11 %, France hors Mayotte : +2,11 %).
| 1793  | 1800  | 1806  | 1821  | 1831  | 1836  | 1841  | 1846  | 1851  |
| ----- | ----- | ----- | ----- | ----- | ----- | ----- | ----- | ----- |
| 1 228 | 1 669 | 1 711 | 1 620 | 1 793 | 1 880 | 2 025 | 1 870 | 1 826 |

| 1856  | 1861  | 1866  | 1872  | 1876  | 1881  | 1886  | 1891  | 1896  |
| ----- | ----- | ----- | ----- | ----- | ----- | ----- | ----- | ----- |
| 1 768 | 1 637 | 1 620 | 1 528 | 1 516 | 1 476 | 1 368 | 1 303 | 1 259 |

| 1901  | 1906  | 1911  | 1921 | 1926 | 1931 | 1936 | 1946 | 1954 |
| ----- | ----- | ----- | ---- | ---- | ---- | ---- | ---- | ---- |
| 1 211 | 1 240 | 1 149 | 935  | 854  | 741  | 741  | 686  | 584  |

| 1962 | 1968 | 1975 | 1982 | 1990 | 1999 | 2004 | 2006 | 2009 |
| ---- | ---- | ---- | ---- | ---- | ---- | ---- | ---- | ---- |
| 517  | 462  | 446  | 445  | 478  | 485  | 469  | 444  | 455  |

| 2014 | 2019 | 2022 | - | - | - | - | - | - |
| ---- | ---- | ---- | - | - | - | - | - | - |
| 440  | 465  | 477  | - | - | - | - | - | - |

Fortement touchée par l'exode rural, Saint-Germain-de-Calberte a vu sa population chuter constamment pendant 150 ans pour se stabiliser autour de 450 habitants à partir de 1975 soit le quart de ce qu'elle était dans la première moitié du XIXe siècle.
De 1982 à 1999, la population a augmenté légèrement mais régulièrement. Mais depuis, elle a recommencé à baisser.

#### Pyramide des âges
La population de la commune est relativement âgée. En 2018, le taux de personnes d'un âge inférieur à 30 ans s'élève à 21,3 %, soit en dessous de la moyenne départementale (29,7 %). À l'inverse, le taux de personnes d'âge supérieur à 60 ans est de 42 % la même année, alors qu'il est de 32,5 % au niveau départemental.
En 2018, la commune comptait 230 hommes pour 226 femmes, soit un taux de 50,44 % d'hommes, légèrement supérieur au taux départemental (49,96 %).
Les pyramides des âges de la commune et du département s'établissent comme suit.
| Hommes | Classe d’âge | Femmes |
| ------ | ------------ | ------ |
| 1,7    | 90 ou +      | 0,9    |
| 17,0   | 75-89 ans    | 13,5   |
| 25,5   | 60-74 ans    | 25,2   |
| 25,1   | 45-59 ans    | 27,4   |
| 10,6   | 30-44 ans    | 10,4   |
| 11,5   | 15-29 ans    | 9,6    |
| 8,5    | 0-14 ans     | 13,0   |

| Hommes | Classe d’âge | Femmes |
| ------ | ------------ | ------ |
| 1      | 90 ou +      | 2,8    |
| 9,1    | 75-89 ans    | 11,8   |
| 21,6   | 60-74 ans    | 21,1   |
| 21,5   | 45-59 ans    | 20,2   |
| 16,3   | 30-44 ans    | 15,9   |
| 15,5   | 15-29 ans    | 13,6   |
| 15     | 0-14 ans     | 14,6   |

La population de Saint-Germain est assez âgée : avec plus d'un tiers de la population, la tranche d'âge des plus de soixante ans est la plus nombreuse. Près des deux tiers de la population a plus de quarante ans et moins d'un cinquième a moins de vingt. La faiblesse de la tranche d'âge 20-39 ans s'explique par l'impossibilité de faire des études supérieures à proximité et surtout par la difficulté d'y trouver un emploi étant donné la faiblesse du tissu économique local. Elle conditionne la moindre présence des moins de vingt ans, leurs enfants.

### Manifestations culturelles et festivités
Le Tout petit festival se tient au village. L'édition 2023 s'est tenue au Temple du 3 au 5 août.

### Vie associative
- Sport Animation Calbertoise a pour but de permettre la pratique sportive des jeunes (dont le football dominical) et développe des animations culturelle et festives dont le Festival du Savoir-Faire en août.
- Le Théâtre Croquemitaine donne des cours de théâtre pour petits et grands.
- Le Club dou Bel Adge s'adresse aux retraités.
- Le Tennis de Table Calbertois et le Tennis Club de Saint Germain organisent la pratique de ces sports.
- La Garance Voyageuse a pour objet la découverte et la protection du monde végétal. Elle édite une revue[58].
- La Gaule Calbertaise et la Vieille Morte sont les associations de pêche et de chasse locales.
- La Music'ole qui favorise l'éducation musicale des jeunes (3-18 ans) des vallées adjacentes et organise (les années impaires) Le Tout Petit Festival Musical[59].

D'autres associations a but culturel, éducatifs ou économiques etc. existent.

### Cultes

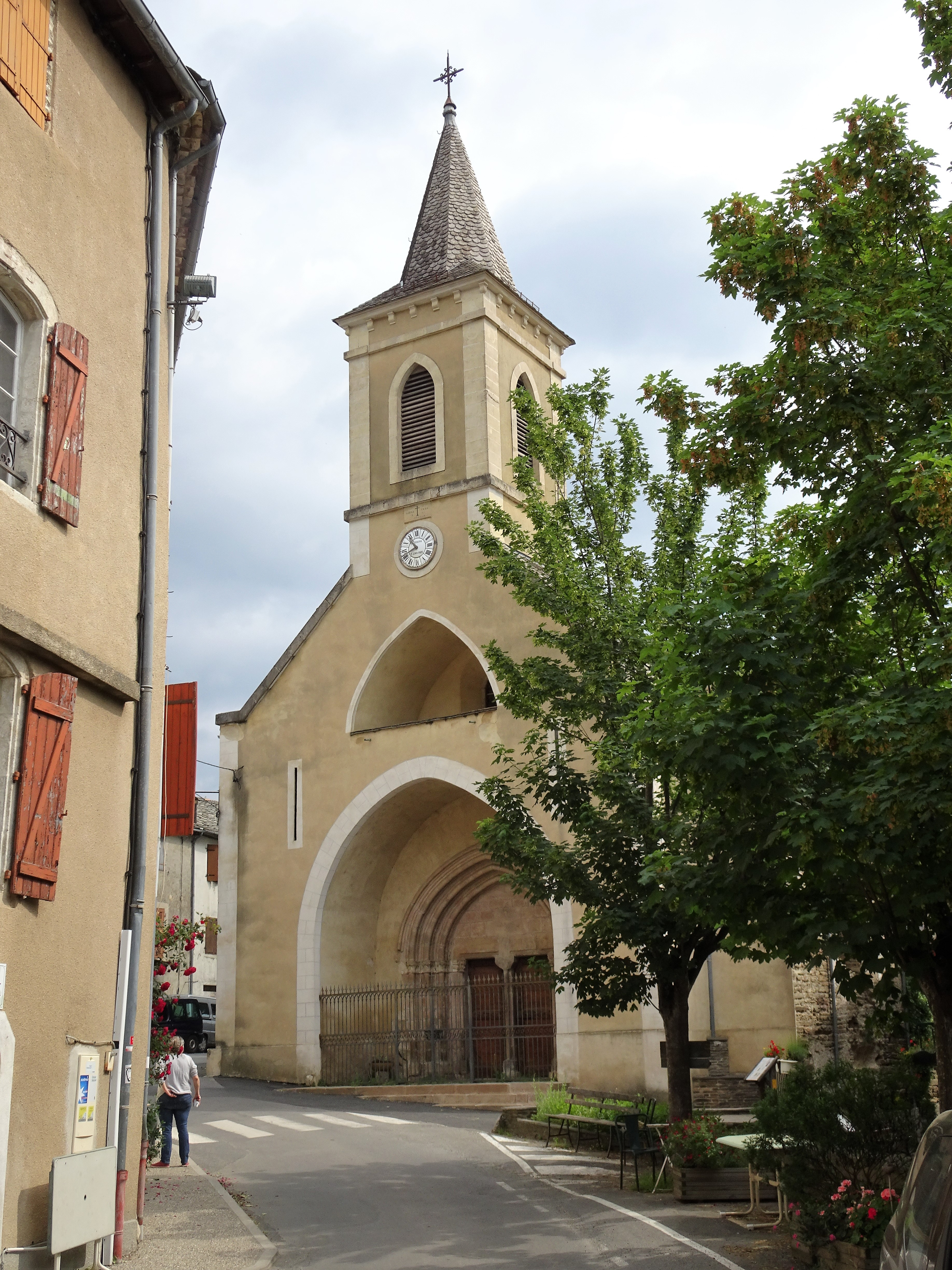
L'église.

Si une certaine rivalité a longtemps opposé la majorité protestante et la minorité catholique du village, aujourd'hui, œcuménisme et baisse de la pratique religieuse aidant, la distinction se fait désormais bien plus entre croyants et non-croyants
Saint-Germain-de-Calberte appartient au diocèse catholique de Mende, lui-même rattaché à la province ecclésiastique de Montpellier depuis 2002. La paroisse de Saint-Germaine-de-Calberte est rattachée à la communauté de paroisses de Florac qui regroupe huit paroisses du sud de la Lozère ainsi qu'au secteur pastoral de Florac.
Pour l'Église réformée, le temple de Saint-Germain-de-Calberte est l'un des lieux de culte de la paroisse Saint-Germain-de-Calberte, Saint-André-de-Lancize qui recouvre ces deux localités et appartient au consistoire Montagne des Cévennes qui rassemble des paroisses cévenoles.

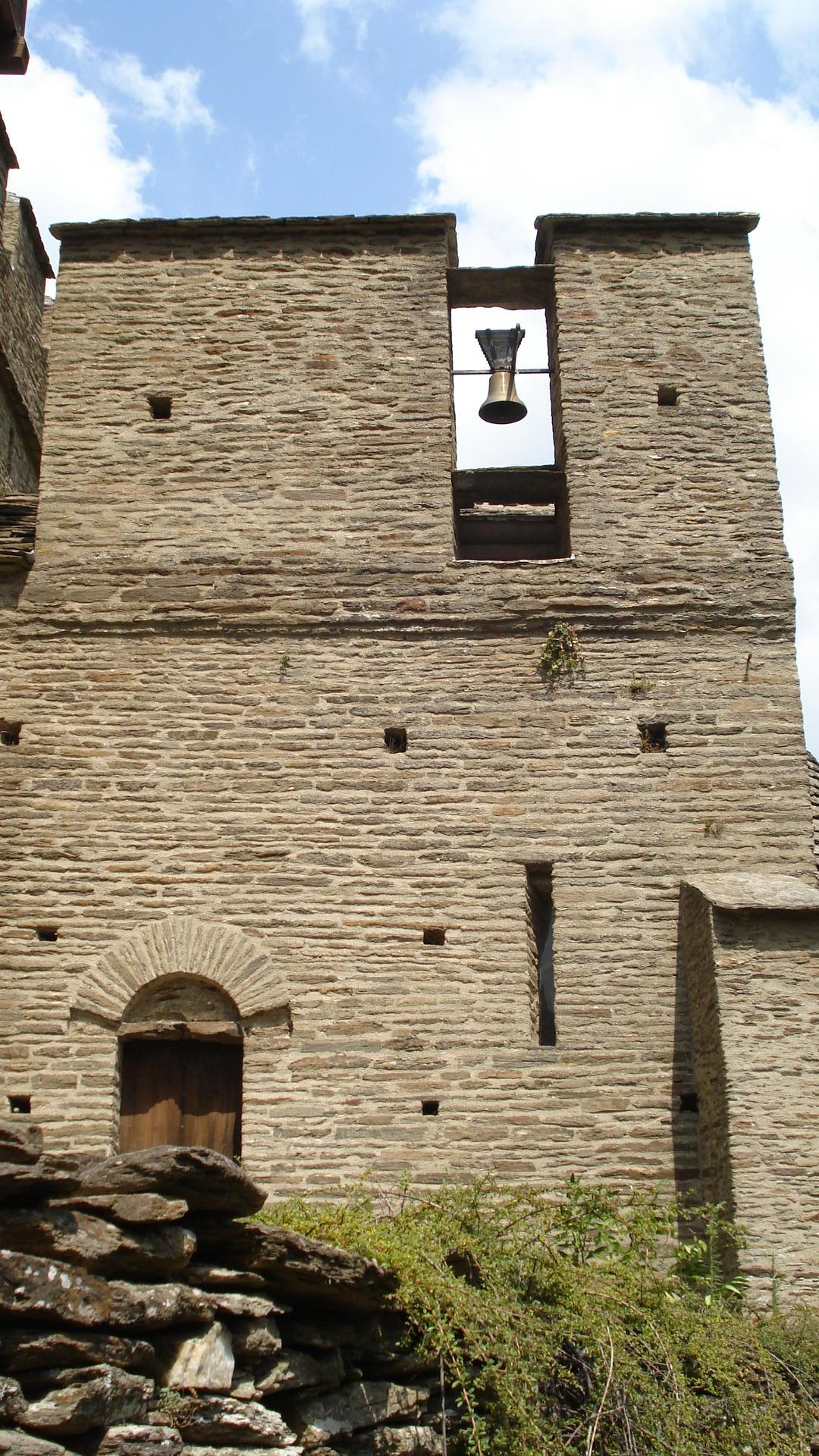
Le château de Calberte à Saint-Germain-de-Calberte en Lozère. Entrée de la chapelle

## Économie

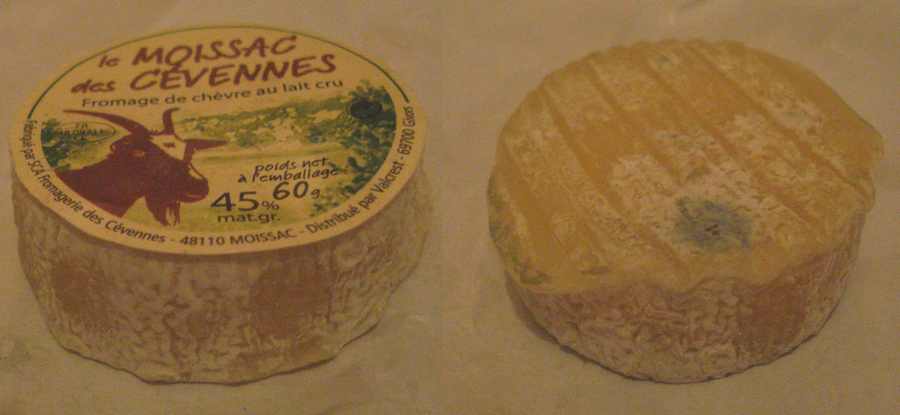
Pélardon de Moissac.

Le bassin de vie de la commune est celui d'Alès.
D'un important passé agricole, il reste des agriculteurs pluriactifs. Ce sont essentiellement des éleveurs caprins produisant des pélardons labellisés AOC, des ateliers de transformation de viande porcine, des éleveurs d'ovins  et des petits producteurs en polyculture (légumes, volailles, châtaignes) ou des apiculteurs, un centre équestre. La particularité de la commune est le nombre important de producteurs de charcuteries et de fromage de chèvre qui vendent sur les marchés de la Grand Combe, d'Alès et dans les épiceries du village et des villages environnants ;
Le tourisme est aujourd'hui un vecteur d'activité important. Le village accueille en été de nombreux touristes et randonneurs dans des résidences secondaires, au village de vacances ("Lou Serre de la Can"), dans son camping, ses gîtes ou chambres d'hôtes, ou encore en accueil à la ferme. Le village est le point de départ de la dernière étape des randonneurs qui refont le voyage de Stevenson sur le GR 70. Le sentier Urbain V a été balisé en 2016. Certains Calbertois essaient de promouvoir un tourisme « différent » : stages de constructions en pierre sèche, d'élevage de vers à soie, de photographie, de dessin, etc..
Ceci permet le maintien d'un certain nombre de services (La Poste, médecin, infirmière, coiffeur, etc.), de quelques commerces de bouche, de deux bars-restaurants, d'un garage automobile et ainsi que d'artisans du bâtiment. Une carrière de schiste extrait, entre autres, des lauzes.

Au 1er janvier 2007, on dénombrait 9 commerces, 20 entreprises de services, 8 dans la construction et 6 de nature plus industrielle. Sur les 57 salariés employés sur la commune, 11 relèvent du secteur public et 46 du secteur privé.
Néanmoins l'activité économique reste faible : en 2004 la commune comptait 9,6 % de chômeurs et 33,98 % de retraités. Aussi un tiers des 188 actifs travaille en dehors de la commune souvent sur Alès et moins de la moitié étaient des salariés. En 2006, la moitié des ménages déclarait un revenu imposable supérieur à 12 615 €, ce qui est moins que la moyenne nationale (15 273 €). Aussi 31,5 % seulement des ménages était imposable sur le revenu.

## Culture locale et patrimoine

### Lieux et monuments
- Bourg historique, avec son quartier de l'église et sa fontaine, le seul point d'eau des habitants jusqu'au début du XXe siècle, sa rue principale mentionnée dès le XIIIe siècle mais dont l’essentiel des constructions date de la période de prospérité liée à la production de la soie au XIXe siècle. La rue de la Cantarelle était habitée par les fileuses de soie aux XIXe et XXe siècles. Sur la gauche, l’ancien hôtel Martin a abrité de nombreux juifs et étrangers lors de la Seconde Guerre mondiale[69],[70] ;

- Temple protestant de Saint-Germain-de-Calberte, bâti en 1655, dans le même style que celui de Velaux, avec un seul arc de pierre qui embrasse toute la largeur du bâtiment. Il est détruit après la révocation de l'édit de Nantes puis rebâti en 1825 par la population[69],[70]
- Chapelle du château de Calberte.

- Le château Saint-Pierre ou château de Calberte.
Ce château fort date du XIe siècle. Il fut la propriété des seigneurs d'Anduze et du seigneur de Budos, neveu du pape Clément V. Il aurait été abandonné à la fin du XIVe siècle ou au début du XVe. Depuis 1965, ses nouveaux propriétaires le restaurent fidèlement.
- L'église Saint-Germain :
L'intérieur et l'ancien portail (y compris ses vantaux) ont été inscrits au titre des monuments historiques en 1984[71]. Plusieurs objets sont référencés dans la base Palissy (voir les notices liées)[71].
Les parties les plus anciennes de l'église paroissiale de Saint-Germain datent du XIVe siècle[72]. Celle-ci était, à son origine, une dépendance du monastère de Sauve. L'église a beaucoup souffert lors des guerres de Religion et à la Révolution. Cependant, elle conserve un portail, un vantail et une chaire de prêche et des éléments de décor intérieur qui sont classés. L'abbé du Chayla y est enterré.
- Sites mégalithiques : 
La pierre du col de la Pierre Plantée est l'un des menhirs visibles sur la commune. Ils datent du Néolithique. Plusieurs dolmens et d'autres sépultures néolithiques sont également visibles sur le territoire de la commune.

On peut également signaler : 

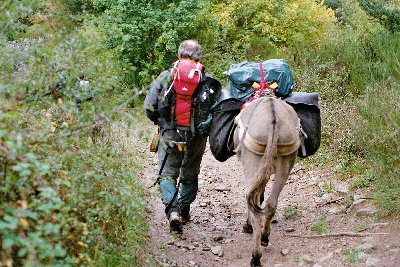
Randonneur avec un âne sur le chemin de Stevenson.

- le site des Calquières est un exemple très bien conservé de culture en bancels (terrasses).
- Le musée des Outils Oubliés retrace la vie quotidienne autrefois dans les Cévennes.
- La statue du Cévenol, commandée par le parc des Cévennes et la commune pour rendre hommage aux Cévenols, représente un homme soulevant un dalle de schiste. Elle est l'œuvre de l'artiste iranienne Affrooz Cherine.
- Le GR 70 ou chemin de Stevenson est le principal chemin de grande randonnée qui traverse la commune ; il donne accès au "Sentier des rocs de Galta" offrant un point de vue à 930 mètres d'altitude sur la vallée du gardon.
- Les GR 67, 67A, et la draille du Languedoc et les nombreux chemins permettent d'autres randonnées dont le tour du Galeizon.
- Sentier des Rocs de Galta, au départ du Serre de la Can[69].

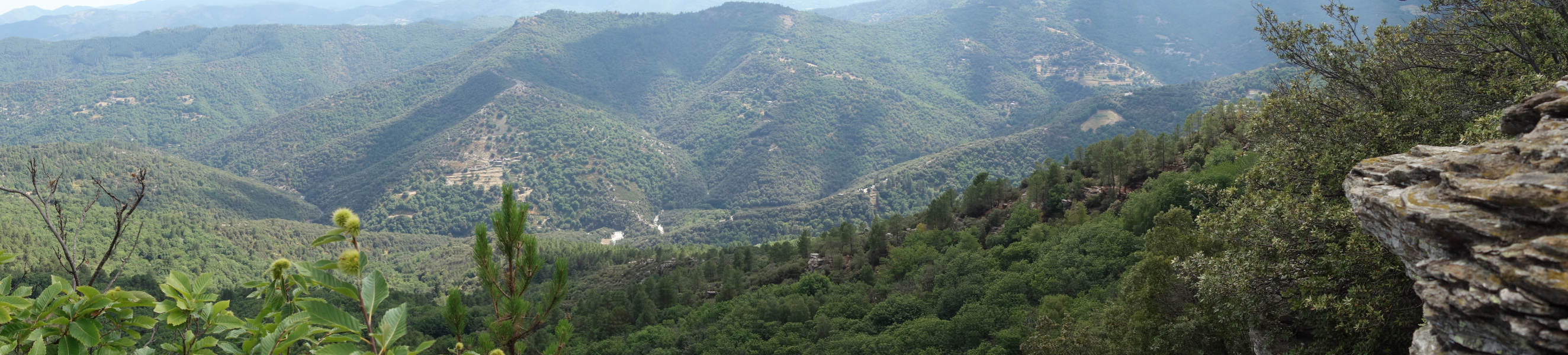
Vue panoramique depuis les rocs de Galta (930 m).

### Contes et légendes
La légende de la Vieille Morte,, est une célèbre légende du cœur des Cévennes que forment la Vallée Borgne, la Vallée Française et la Vallée Longue, à laquelle sont liés plusieurs lieux :
En des temps immémoriaux, une fée résidait au sommet du Mont Mars. Cette fée n'était pas d'humeur commode, ce qui n'en faisait pas une « bonne fée » bien au contraire.
En dépit de son âge avancé, une veuve des environs de Saint-Germain-de-Calberte, avait fauté et donné naissance à un enfant. Pour la punir, la fée la condamna à arracher une énorme pierre des flancs du Mont des Laupies (grosses pierres plates en occitan) et la chassa du pays avec son enfant, son chien, son âne et surtout sa pierre.
Ainsi chargée, la vieille s'en alla, mais son enfant, trop fragile pour supporter le voyage, mourut rapidement au col qui est depuis appelé Plan-de-Fontmort (le plan de l'enfant mort). Le chien, lui, tomba dans un trou au lieu-dit Cros del chi (la tombe du chien).
La pluie se mit à tomber violemment comme elle tombe parfois lors d'un orage cévenol, la vieille s'abrita un moment sous une avancée de la roche au lieu-dit Escota se plou (écoute s'il pleut). Devant continuer sa route coûte que coûte, la pauvre femme s'engagea dans la vallée où coule un affluent du Gardon de Saint-Germain. Arrivée en bas du village, il lui fallut franchir la rivière (toujours en portant son énorme pierre) bien qu'elle fût en crue à cause de l'orage ; l'âne trébucha et se noya d'où le nom de Négase (noie âne) donné à ce gué.
Épuisée, la vieille s'assoupit un moment sur une crête nommée depuis mortdesom (mort de sommeil), puis tenta de continuer. Poursuivie par la méchante fée, elle reprit péniblement son chemin, portant toujours son fardeau de pierre. La vieille commença l'ascension de la montagne mais avant d'arriver au sommet, éreintée, ne parvenant plus à porter son fardeau, elle abandonna ce qui devint « la Pierre de la Vieille ». Terrorisée (l'orage continuait et la fée se rapprochait) et accablée du chagrin d'avoir perdu son enfant, elle se mit à pleurer créant le valat de las Gotas (le ruisseau des gouttes). Malgré tout, la vieille parvint enfin au sommet de la montagne mais la fée l'y rattrapa et la tua pour avoir perdu la pierre. En souvenir de cette malheureuse, la montagne est appelée la « Vieille Morte ».

### Personnalités liées à la commune
- L'abbé François de Langlade du Chayla (1647-1702), abbé du Chayla, archiprêtre des Cévennes, inspecteur des missions catholiques. Détesté pour ses exactions envers les réfractaires protestants, son assassinat en 1702 marque le début de la Révolte des Camisards (1702-1704). Il est enterré dans l'église du village.
- Pierre Auguste Daudé (1798-1867), magistrat et député de la Lozère, né et mort dans la commune.
- Jean-Pierre Toye (1803-1863), magistrat et homme politique, député de la Lozère de 1842 à 1846.
- Charles-Léon de Verdelhan des Molles, (1805-1868) homme politique, élu au Corps législatif en 1852.
- Robert Louis Stevenson (1850-1894, écrivain écossais et grand voyageur), fait étape à Saint-Germain-de-Calberte le  2 octobre 1878 lors de son périple à travers les Cévennes relaté dans Voyage avec un âne dans les Cévennes (1879). Le GR 70 ou chemin de Stevenson le rappelle.
- Lucien Mias (1930-2024), joueur de rugby à XV, y est né.
- Felix Thijssen (en) (1933-2022), écrivain néerlandais, réside depuis longtemps dans la commune.

### Héraldique
| Blason de Saint-Germain-de-Calberte | Blason  | Parti : au premier bandé d'or et de sinople de six pièces, au second de gueules au chef émanché d'or de quatre pièces. |
| Blason de Saint-Germain-de-Calberte | Détails | Le statut officiel du blason reste à déterminer.                                                                       |

## Pour approfondir